# Афанасьевская (Карелия)
Афана́сьевская — деревня в Пудожском районе Республики Карелия, входит в состав Пудожского городского поселения.

## География
Деревня находится на берегу реки Водла.

## Население
| 2002 | 2010 | 2013 |
| ---- | ---- | ---- |
| 18   | ↗19  | ↘16  |